# HELMo Gramme
Pour les articles homonymes, voir Gramme (homonymie).
HELMo Gramme (anciennement Institut Gramme) est une école d'ingénieurs industriels intégrée à la Haute École HELMo à Liège en Belgique.

## Historique
Fondée en 1906 par le père jésuite Adolphe Renard (1851-1932) et liée au Collège Saint-Louis, elle s'appelait à son origine « École des Arts et Métiers » à l'image de la même école en France. Elle doit son nom actuel à l'inventeur de la dynamo, Zénobe Gramme, célèbre ingénieur électricien liégeois du XIXe siècle. L'école a pour vocation la formation d'ingénieurs industriels hautement polyvalents aptes à s'insérer dans toutes les branches de l'industrie.
La première promotion est sortie en 1908 à une époque où les études ne duraient que deux ans. Le programme fut porté rapidement à 3 ans et le grade d'ingénieur technicien fut créé en 1919. En 1977, le grade d'Ingénieur industriel fut créé et les études, désormais de niveau universitaire, eurent une durée de 4 ans. À son centième anniversaire, en 2006, l'institut a pu inscrire sa formation dans le cadre du Processus de Bologne délivrant ainsi le titre de Master en sciences de l'ingénieur industriel au terme d'un cursus d'une durée de 5 ans.
L'école possède son propre centre de recherche, le CRIG  et fait partie de l'ASJEL (Association des établissements d'enseignement supérieur d'Europe et du Liban).
Les anciens se regroupent au sein de l'association Union Gramme.

## Programmes & diplômes
- Bachelier en sciences industrielles (180 ECTS - Bachelor of Science in Technology & Industrial Science) ;
- Master en Sciences de l’Ingénieur industriel à finalité industrie (120 ECTS - Master of Science in Industrial Engineering - Industry & technological management) ;
- Master en Sciences de l’Ingénieur industriel à finalité génie énergétique durable (GED) (120 ECTS - Master of Science in Industrial Engineering - Sustainable & energetical engineering) ;
- Double diplôme HEC ULiège - Gramme (depuis 2016) : "M.S. Industrial & Business engineering" (Master en Sciences de l'ingénieur industriel / Master en ingénieur de gestion) (180 ECTS).